# Élection présidentielle sénégalaise de 1963
L'élection présidentielle sénégalaise de 1963 a eu lieu le 1er décembre 1963, le même jour que les élections législatives. Léopold Sédar Senghor l'a emporté avec 100 % des suffrages.

## Contexte
L'Union progressiste sénégalaise désigna Senghor comme candidat à l’élection présidentielle lors de son congrès. Les partis de l'opposition, regroupés sous la bannière « Démocratie et unité sénégalaise », concentrèrent leurs forces sur les élections législatives. En effet, pour être candidat à l'élection présidentielle, il fallait obtenir le soutien de dix députés. Or aucun député n'a souhaité soutenir l'opposition. Senghor sera donc le seul candidat pour la première élection présidentielle du Sénégal, indépendant depuis trois ans. Cette attitude entraînera une forte mobilisation populaire, des milliers de personnes descendirent dans les rues de Dakar pour manifester. Mais les tensions finirent par des fusillades de l'armée qui feront 40 morts et 250 blessés. Senghor accusera ensuite les manifestants d'avoir initié les fusillades, ce que nieront ces derniers.

## Résultats
| Candidat                  | Candidat                  | Parti                     | Voix      | %     |  |
| ------------------------- | ------------------------- | ------------------------- | --------- | ----- |  |
|                           | Léopold Sédar Senghor     | UPS                       | 1 149 935 | 100   |  |
|                           |                           |                           |           |       |  |
| Votes valides             | Votes valides             | Votes valides             | 1 145 935 | 99,47 |  |
| Votes blancs et invalides | Votes blancs et invalides | Votes blancs et invalides | 6 124     | 0,53  |  |
| Total                     | Total                     | Total                     | 1 156 059 | 100   |  |
| Abstention                | Abstention                | Abstention                | 183 620   | 13,71 |  |
| Inscrits/Participation    | Inscrits/Participation    | Inscrits/Participation    | 1 339 679 | 86,29 |  |